# Скобычевское
Скобычевское (укр. Скобичівське) — село,
Шатрищенский сельский совет,
Ямпольский район,
Сумская область,
Украина.
Код КОАТУУ — 5925686006. Население по переписи 2001 года составляло 42 человека.

## Географическое положение
Село Скобычевское находится на берегу реки Ларионовка, которая через 4 км впадает в реку Ивотка.
На расстоянии в 1 км расположены сёла Лесное и Шатрище.